# ワールドゲーム
ワールドゲームとは、バックミンスター・フラーが提唱した概念。
人類の自滅を防ぎ、地球上の全ての人類の全面的な成功を実現するために現在までに蓄えられた知識、全ての資源、既に生産された設備などをデータとして集め、客観的、効率的に行うこととしている。
　